# Marathon van Fukuoka 1988
De marathon van Fukuoka 1988 werd gelopen op zondag 4 december 1988. Het was de 42e editie van de marathon van Fukuoka. Aan deze wedstrijd mochten alleen mannelijke elitelopers deelnemen. De Japanner Toshihiro Shibutani kwam als eerste over de streep in 2:11.04.

## Uitslagen
| rang   | naam                | land | tijd    |
| ------ | ------------------- | ---- | ------- |
| Goud   | Toshihiro Shibutani | JPN  | 2:11.04 |
| Zilver | Belayneh Densamo    | ETH  | 2:11.09 |
| Brons  | Ravil Kashapov      | URS  | 2:11.19 |
| 4      | Taisuke Kodama      | JPN  | 2:11.38 |
| 5      | Hideki Kita         | JPN  | 2:11.51 |
| 6      | Fumiaki Abe         | JPN  | 2:11.57 |
| 7      | Michael Heilmann    | GER  | 2:11.59 |
| 8      | Stephan Freigang    | GER  | 2:12.28 |
| 9      | Yutaka Kanai        | JPN  | 2:12.51 |
| 10     | Kebede Balcha       | ETH  | 2:12.55 |
| 11     | Masayuki Nishi      | JPN  | 2:13.21 |
| 12     | Tomohiro Imamura    | JPN  | 2:13.57 |
| 13     | Won-Tak Kim         | KOR  | 2:14.08 |

1947 ·
1948 ·
1949 ·
1950 ·
1951 ·
1952 ·
1953 ·
1954 ·
1955 ·
1956 ·
1957 ·
1958 ·
1959 ·
1960 ·
1961 ·
1962 ·
1963 ·
1964 ·
1965 ·
1966 ·
1967 ·
1968 ·
1969 ·
1970 ·
1971 ·
1972 ·
1973 ·
1974 ·
1975 ·
1976 ·
1977 ·
1978 ·
1979 ·
1980 ·
1981 ·
1982 ·
1983 ·
1984 ·
1985 ·
1986 ·
1987 ·
1988 ·
1989 ·
1990 ·
1991 ·
1992 ·
1993 ·
1994 ·
1995 ·
1996 ·
1997 ·
1998 ·
1999 ·
2000 ·
2001 ·
2002 ·
2003 ·
2004 ·
2005 ·
2006 ·
2007 ·
2008 ·
2009 ·
2010 ·
2011 ·
2012 ·
2013 ·
2014 ·
2015 ·
2016 ·
2017